# Compraventa internacional de mercancías
La compraventa internacional de mercancías se rige por las normas contenidas en la Convención de las Naciones Unidas sobre esta materia. Normas que han pasado a formar parte del ordenamiento jurídico español. Tienen un ámbito sustantivo de aplicación.
Estas normas pueden servir como modelo para modificación del régimen de la compraventa de bienes inmuebles contenidos en nuestros Códigos. Además determinados principios generales pueden tener un valor ejemplar para las normas generales sobre los contratos.
El convenio se aplica solo a aquellas compraventas realizadas entre empresarios que tengan su establecimiento en Estados con vigencia.
Para la delimitación del campo de aplicación de las normas de este convenio no se tiene en cuenta ni la naturaleza civil o mercantil de la compraventa ni la nacionalidad de los empresarios, sino el lugar. Su regulación no se aplica a las ventas a los consumidores, las judiciales y las relativas a valores, buques y electricidad.
Centra su atención en la formación del contrato y en los derechos y obligaciones de las partes. 

## Contenido Básico de Los Incoterms en el Contrato de Compraventa Internacional
Los Incoterms no son el contrato en si, pero tocan aspectos del mismo que lo ayudan a su mejor interpretación superando dudas o malas interpretaciones en que las partes puedan incurrir. Básicamente en los Incoterms precisan los aspectos relativos a los derechos y obligaciones del comprador y del vendedor relativos a:
- Suministro de la mercadería y pago del precio.
- Obtención de las licencias, autorizaciones y formalidades aduaneras relativas a la exportación y a la importación de las mercancías.
- Contratación del transporte y el seguro.
- Determinación del tiempo, forma y lugar de entrega y de recepción de las mercaderías.
- Determinación del tiempo, forma y lugar de transmisión de riesgos del vendedor al comprador.
- Régimen de reparto de gastos.
- Régimen de comunicaciones que deben cursarse las partes durante la ejecución del contrato.
- Prueba de la entrega de las mercaderías y de la obtención del documento de transporte.
  - Régimen de comprobación (de calidad, medida, peso y recuento), embalaje, marcado e inspección previa al embarque de las mercaderías.
- Otras obligaciones inherentes a cada término comercial.